# Woliczno (przystanek kolejowy)
Woliczno – nieczynny przystanek stargardzkiej kolei wąskotorowej w Wolicznie, w województwie zachodniopomorskim, w Polsce. Przystanek został zlikwidowany po 1956 roku.